# Monte Scenery
Mount Scenery é um monte, que na verdade é um vulcão, que se encontra na ilha de Saba nos Países Baixos Caribenhos. Faz parte do arco vulcânico das Pequenas Antilhas. É o ponto mais alto da ilha, com 870 metros de altitude, que praticamente é visto de toda a ilha, de 13 km² de área. A última erupção do vulcão ocorreu em 1640, expelindo uma grande quantidade de fumaça que pode ser vista a partir de várias outras ilhas próximas.
É o ponto mais alto do Reino dos Países Baixos, e, desde a dissolução das Antilhas Neerlandesas em 10 de outubro de 2010, o ponto mais alto dos Países Baixos.

## Imagens

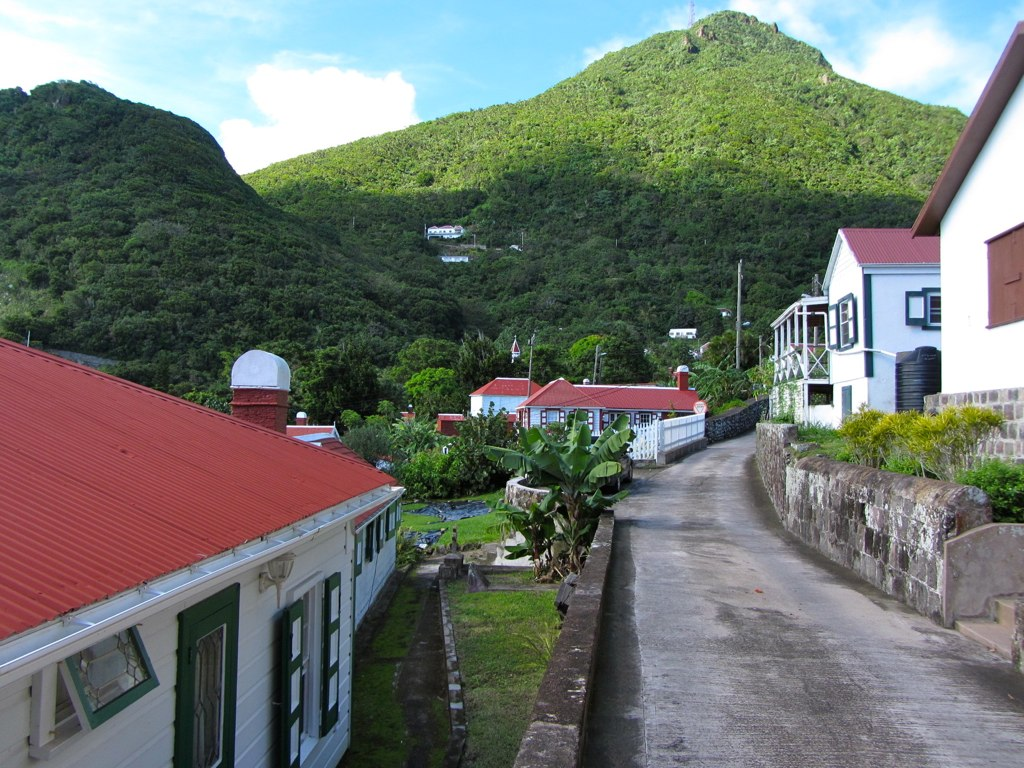
Rua em Windwardside com o Monte Scenery ao fundo.
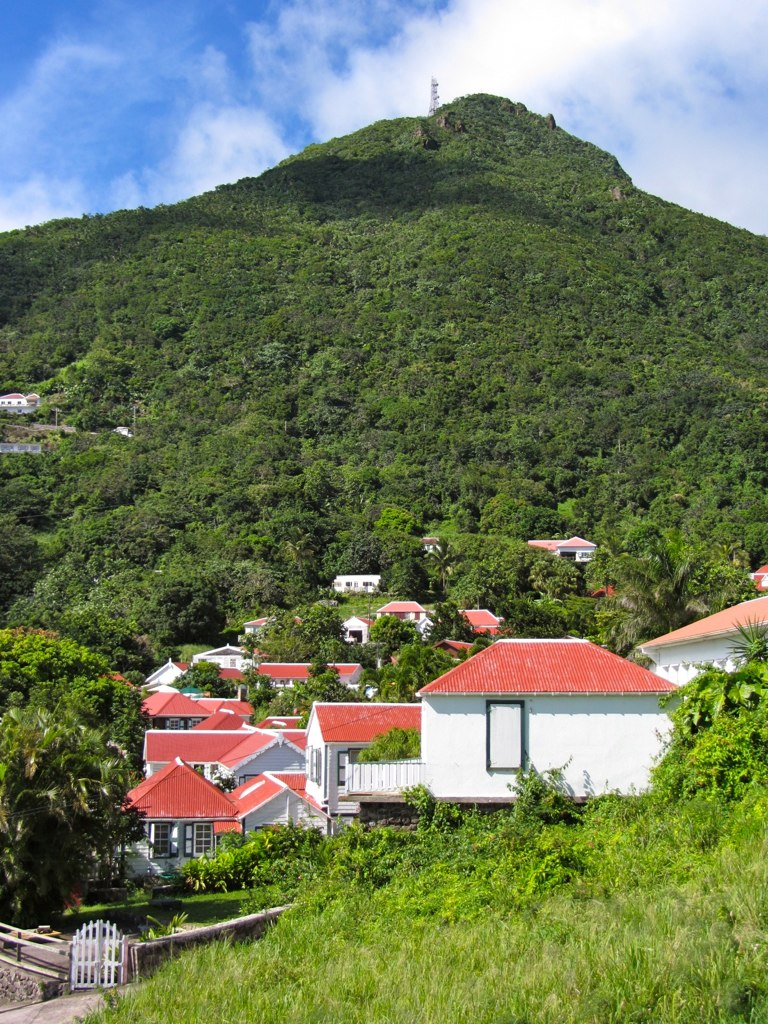
O pico visto de Windwardside.
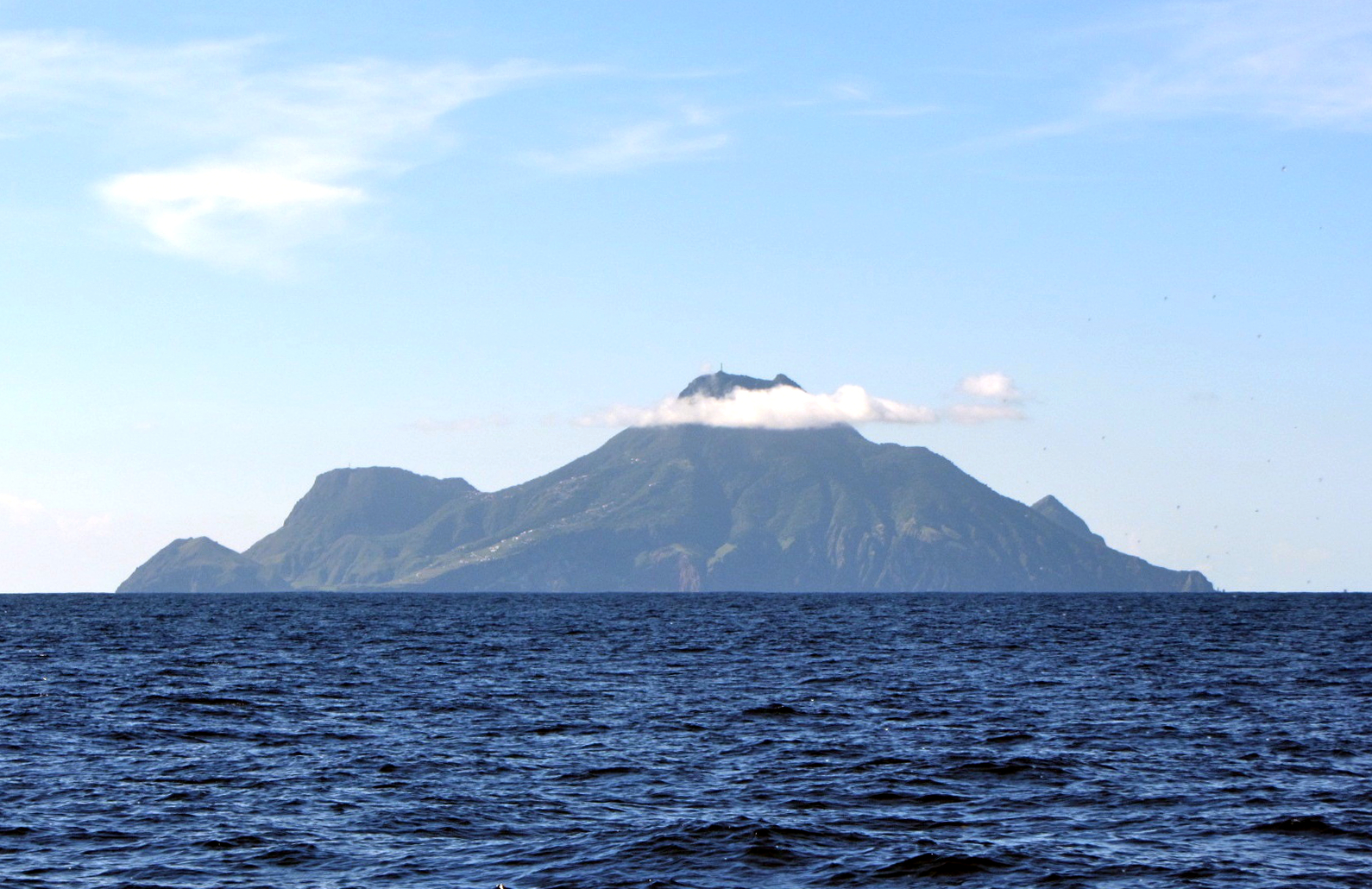
O monte visto do mar.
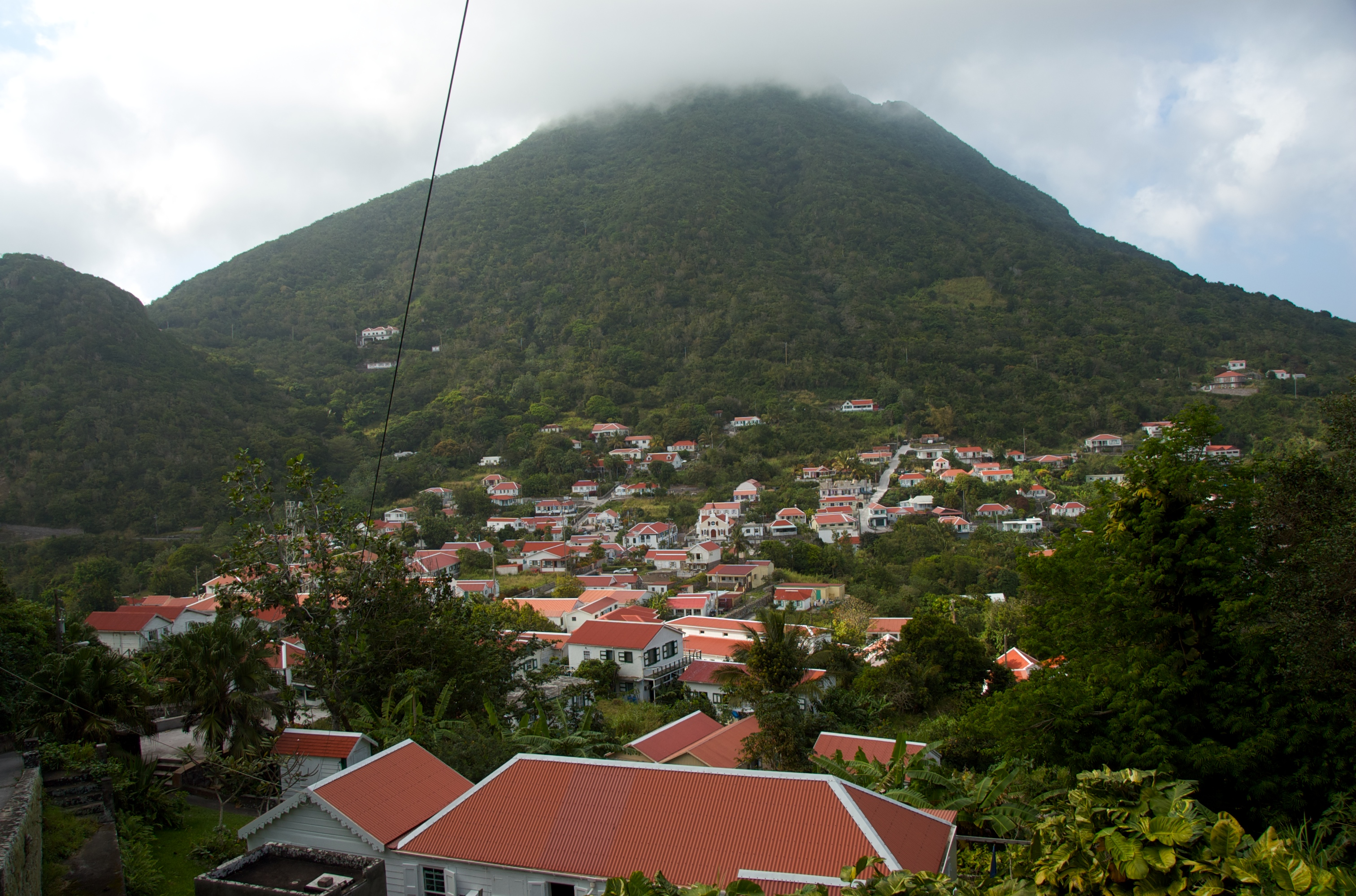
Vista de Windwardside e do Scenery.
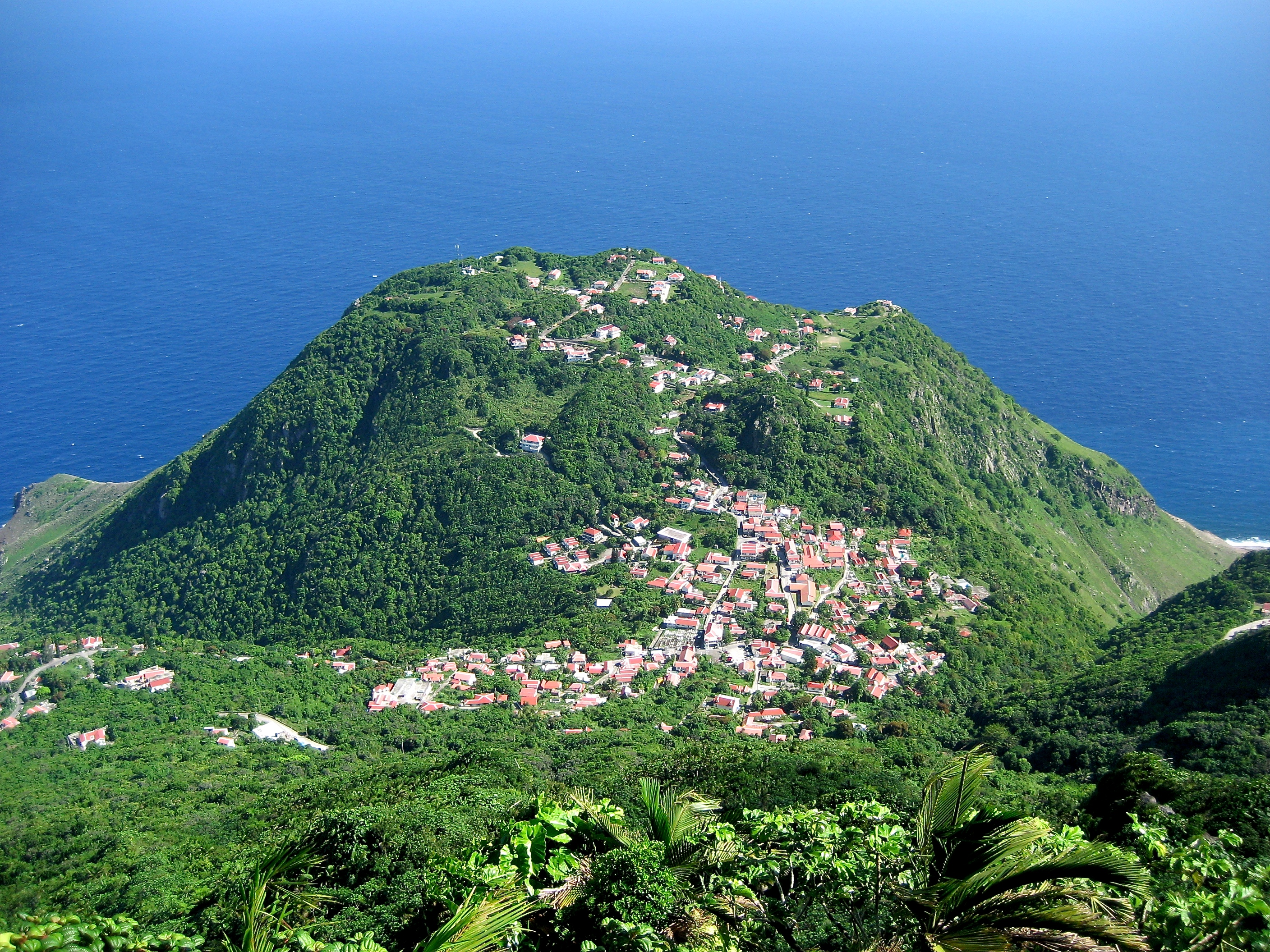
Vista do Scenery com Windwardside ao fundo.